# 29. Dáil
Der 29.  Dáil wurde am 17. Mai 2002 gewählt. Insgesamt 166 Abgeordnete (Teachtaí Dála) wurden in 43 Wahlkreisen mit dem Verfahren der übertragbaren Einzelstimmgebung (single transferable vote) bestimmt.

## Wahlausgang
siehe: Wahlen zum Dáil Éireann 2002

Sitzverteilung im 29. Dáil

Fianna Fáil und Fine Gael waren die stärksten Kräfte im Dáil. Die Fianna Fáil verpasste die absolute Mehrheit knapp um drei Sitze. 
Der Dáil Éireann kam erstmals am 6. Juni 2002 zur konstituierenden Sitzung zusammen. Als Vorsitzender des Dáils (Ceann Comhairle) wurde Rory O’Hanlon (Fianna Fáil) ernannt. Seine Vertretung (Leas-Cheann Comhairle) wurde Séamus Pattison (Irish Labour Party).
Bertie Ahern wurde zum Taoiseach gewählt. Er bildete die Regierung Ahern II, die von Fianna Fáil und Progressive Democrats getragen wurde. Mary Harney wurde Tánaiste (bis 2006).
Am 13. September 2006 wurde Michael McDowell zum Tánaiste.
Oppositionsführer (Ceannaire an Fhreasúra) wurde Enda Kenny von der Fine Gael.
| Partei | Partei                | Vorsitzende/r im Dáil                 | Mai 2002: gewählte Teachtaí Dála | Apr. 2007: Teachtaí Dála | Veränderung |
| ------ | --------------------- | ------------------------------------- | -------------------------------- | ------------------------ | ----------- |
|        | Fianna Fáil           | Bertie Ahern zugleich Taoiseach       | 81                               | 78                       | −3          |
|        | Fine Gael             | Enda Kenny zugleich Oppositionsführer | 31                               | 32                       | +1          |
|        | Labour Party          | Ruairi Quinn                          | 21                               | 21                       | –           |
|        | Progressive Democrats | Mary Harney                           | 8                                | 8                        | −           |
|        | Green Party           | Trevor Sargent                        | 6                                | 6                        | –           |
|        | Sinn Féin             | Gerry Adams                           | 5                                | 5                        | –           |
|        | Socialist Party       | Joe Higgins                           | 1                                | 1                        | −           |
|        | Unabhängige           |                                       | 13                               | 14                       | +1          |
|        | Ceann Comhairle       |                                       | −                                | 1                        | +1          |
|        | vakant                |                                       | −                                | 4                        | +4          |
| Gesamt | Gesamt                | 166                                   | 166                              | 166                      | –           |

## Teachtaí Dála
| Wahlkreis            | Name                     | Partei (Teilgruppe) | Partei (Teilgruppe)   | Partei (Teilgruppe)   | Partei (Teilgruppe)                                         | Im Amt seit       |
| Wahlkreis            | Name                     | Start of Dáil term  | Start of Dáil term    | Current               | Current                                                     | Im Amt seit       |
| -------------------- | ------------------------ | ------------------- | --------------------- | --------------------- | ----------------------------------------------------------- | ----------------- |
| Carlow–Kilkenny      | Matthew J. Nolan         |                     | Fianna Fáil           | Fianna Fáil           | Fianna Fáil                                                 | 6. Juni 2002      |
| Carlow–Kilkenny      | John McGuinness          |                     | Fianna Fáil           | Fianna Fáil           | Fianna Fáil                                                 | 26. Juni 1997     |
| Carlow–Kilkenny      | Séamus Pattison          |                     | Labour                | Labour                | Labour                                                      | 11. Oktober 1961  |
| Carlow–Kilkenny      | Phil Hogan               |                     | Fine Gael             | Fine Gael             | Fine Gael                                                   | 29. Juni 1989     |
| Carlow–Kilkenny      | Liam Aylward             |                     | Fianna Fáil           | Fianna Fáil           | Fianna Fáil                                                 | 26. Juni 1997     |
| Cavan–Monaghan       | Paudge Connolly          |                     | Independent           | Independent           | Independent                                                 | 6. Juni 2002      |
| Cavan–Monaghan       | Seymour Crawford         |                     | Fine Gael             | Fine Gael             | Fine Gael                                                   | 14. Dezember 1992 |
| Cavan–Monaghan       | Brendan Smith            |                     | Fianna Fáil           | Fianna Fáil           | Fianna Fáil                                                 | 14. Dezember 1992 |
| Cavan–Monaghan       | Rory O’Hanlon            |                     | Fianna Fáil           |                       | Ceann Comhairle                                             | 5. Juli 1977      |
| Cavan–Monaghan       | Caoimhghín Ó Caoláin     |                     | Sinn Féin             | Sinn Féin             | Sinn Féin                                                   | 26. Juni 1997     |
| Clare                | Pat Breen                |                     | Fine Gael             | Fine Gael             | Fine Gael                                                   | 6. Juni 2002      |
| Clare                | James Breen              |                     | Independent           | Independent           | Independent                                                 | 6. Juni 2002      |
| Clare                | Tony Killeen             |                     | Fianna Fáil           | Fianna Fáil           | Fianna Fáil                                                 | 14. Dezember 1992 |
| Clare                | Síle de Valera           |                     | Fianna Fáil           | Fianna Fáil           | Fianna Fáil                                                 | 10. März 1987     |
| Cork East            | Michael Ahern            |                     | Fianna Fáil           | Fianna Fáil           | Fianna Fáil                                                 | 9. März 1982      |
| Cork East            | Joe Sherlock             |                     | Labour                | Labour                | Labour                                                      | 6. Juni 2002      |
| Cork East            | David Stanton            |                     | Fine Gael             | Fine Gael             | Fine Gael                                                   | 26. Juni 1997     |
| Cork East            | Ned O’Keeffe             |                     | Fianna Fáil           | Fianna Fáil           | Fianna Fáil                                                 | 14. Dezember 1982 |
| Cork North-Central   | Kathleen Lynch           |                     | Labour                | Labour                | Labour                                                      | 6. Juni 2002      |
| Cork North-Central   | Bernard Allen            |                     | Fine Gael             | Fine Gael             | Fine Gael                                                   | 30. Juni 1981     |
| Cork North-Central   | Noel O’Flynn             |                     | Fianna Fáil           | Fianna Fáil           | Fianna Fáil                                                 | 26. Juni 1997     |
| Cork North-Central   | Billy Kelleher           |                     | Fianna Fáil           | Fianna Fáil           | Fianna Fáil                                                 | 26. Juni 1997     |
| Cork North-Central   | Dan Wallace              |                     | Fianna Fáil           | Fianna Fáil           | Fianna Fáil                                                 | 14. Dezember 1982 |
| Cork North-West      | Gerard Murphy            |                     | Fine Gael             | Fine Gael             | Fine Gael                                                   | 6. Juni 2002      |
| Cork North-West      | Donal Moynihan           |                     | Fianna Fáil           | Fianna Fáil           | Fianna Fáil                                                 | 14. Dezember 1992 |
| Cork North-West      | Michael Moynihan         |                     | Fianna Fáil           | Fianna Fáil           | Fianna Fáil                                                 | 26. Juni 1997     |
| Cork South-Central   | Simon Coveney            |                     | Fine Gael             | Fine Gael             | Fine Gael                                                   | 3. November 1998  |
| Cork South-Central   | Micheál Martin           |                     | Fianna Fáil           | Fianna Fáil           | Fianna Fáil                                                 | 29. Juni 1989     |
| Cork South-Central   | John Dennehy             |                     | Fianna Fáil           | Fianna Fáil           | Fianna Fáil                                                 | 26. Juni 1997     |
| Cork South-Central   | Batt O’Keeffe            |                     | Fianna Fáil           | Fianna Fáil           | Fianna Fáil                                                 | 14. Dezember 1992 |
| Cork South-Central   | Dan Boyle                |                     | Green Party           | Green Party           | Green Party                                                 | 6. Juni 2002      |
| Cork South-West      | Jim O’Keeffe             |                     | Fine Gael             | Fine Gael             | Fine Gael                                                   | 5. Juli 1977      |
| Cork South-West      | Denis O’Donovan          |                     | Fianna Fáil           | Fianna Fáil           | Fianna Fáil                                                 | 6. Juni 2002      |
| Cork South-West      | Joe Walsh                |                     | Fianna Fáil           | Fianna Fáil           | Fianna Fáil                                                 | 9. März 1982      |
| Donegal North-East   | Niall Blaney             |                     | Independent           | Independent           | Independent                                                 | 6. Juni 2002      |
| Donegal North-East   | Jim McDaid               |                     | Fianna Fáil           | Fianna Fáil           | Fianna Fáil                                                 | 29. Juni 1997     |
| Donegal North-East   | Cecilia Keaveney         |                     | Fianna Fáil           | Fianna Fáil           | Fianna Fáil                                                 | 2. April 1996     |
| Donegal South-West   | Dinny McGinley           |                     | Fine Gael             | Fine Gael             | Fine Gael                                                   | 9. März 1982      |
| Donegal South-West   | Mary Coughlan            |                     | Fianna Fáil           | Fianna Fáil           | Fianna Fáil                                                 | 10. März 1987     |
| Donegal South-West   | Pat „the Cope“ Gallagher |                     | Fianna Fáil           | Fianna Fáil           | Fianna Fáil                                                 | 6. Juni 2002      |
| Dublin Central       | Bertie Ahern             |                     | Fianna Fáil           | Fianna Fáil           | Fianna Fáil                                                 | 5. Juli 1977      |
| Dublin Central       | Joe Costello             |                     | Labour                | Labour                | Labour                                                      | 6. Juni 2002      |
| Dublin Central       | Tony Gregory             |                     | Independent           | Independent           | Independent                                                 | 9. März 1982      |
| Dublin Central       | Dermot Fitzpatrick       |                     | Fianna Fáil           | Fianna Fáil           | Fianna Fáil                                                 | 6. Juni 2002      |
| Dublin Mid-West      | John Curran              |                     | Fianna Fáil           | Fianna Fáil           | Fianna Fáil                                                 | 6. Juni 2002      |
| Dublin Mid-West      | Paul Gogarty             |                     | Green Party           | Green Party           | Green Party                                                 | 6. Juni 2002      |
| Dublin Mid-West      | Mary Harney              |                     | Progressive Democrats | Progressive Democrats | Progressive Democrats                                       | 6. Juni 2002      |
| Dublin North         | Jim Glennon              |                     | Fianna Fáil           | Fianna Fáil           | Fianna Fáil                                                 | 6. Juni 2002      |
| Dublin North         | Thomas Wright            |                     | Fianna Fáil           | Fianna Fáil           | Fianna Fáil                                                 | 26. Juni 1997     |
| Dublin North         | Seán Ryan                |                     | Labour                | Labour                | Labour                                                      | 11. März 1998     |
| Dublin North         | Trevor Sargent           |                     | Green Party           | Green Party           | Green Party                                                 | 14. Dezember 1992 |
| Dublin North-Central | Richard Bruton           |                     | Fine Gael             | Fine Gael             | Fine Gael                                                   | 9. März 1982      |
| Dublin North-Central | Finian McGrath           |                     | Unabhängiger          | Unabhängiger          | Unabhängiger                                                | 6. Juni 2002      |
| Dublin North-Central | Seán Haughey             |                     | Fianna Fáil           | Fianna Fáil           | Fianna Fáil                                                 | 14. Dezember 1992 |
| Dublin North-Central | Ivor Callely             |                     | Fianna Fáil           | Fianna Fáil           | Fianna Fáil                                                 | 29. Juni 1989     |
| Dublin North-East    | Martin Brady             |                     | Fianna Fáil           | Fianna Fáil           | Fianna Fáil                                                 | 26. Juni 1997     |
| Dublin North-East    | Tommy Broughan           |                     | Labour                | Labour                | Labour                                                      | 14. Dezember 1992 |
| Dublin North-East    | Michael Woods            |                     | Fianna Fáil           | Fianna Fáil           | Fianna Fáil                                                 | 5. Juli 1977      |
| Dublin North-West    | Noel Ahern               |                     | Fianna Fáil           | Fianna Fáil           | Fianna Fáil                                                 | 14. Dezember 1992 |
| Dublin North-West    | Pat Carey                |                     | Fianna Fáil           | Fianna Fáil           | Fianna Fáil                                                 | 26. Juni 1997     |
| Dublin North-West    | Róisín Shortall          |                     | Labour                | Labour                | Labour                                                      | 14. Dezember 1992 |
| Dublin South         | Liz O’Donnell            |                     | Progressive Democrats | Progressive Democrats | Progressive Democrats                                       | 14. Dezember 1992 |
| Dublin South         | Olivia Mitchell          |                     | Fine Gael             | Fine Gael             | Fine Gael                                                   | 26. Juni 1997     |
| Dublin South         | Eamon Ryan               |                     | Grüne                 | Grüne                 | Grüne                                                       | 6. Juni 2002      |
| Dublin South         | Séamus Brennan           |                     | Fianna Fáil           | Fianna Fáil           | Fianna Fáil                                                 | 30. Juni 1981     |
| Dublin South         | Tom Kitt                 |                     | Fianna Fáil           | Fianna Fáil           | Fianna Fáil                                                 | 10. März 1987     |
| Dublin South-Central | Gay Mitchell             |                     | Fine Gael             | Fine Gael             | Fine Gael                                                   | 30. Juni 1981     |
| Dublin South-Central | Aengus Ó Snodaigh        |                     | Sinn Féin             | Sinn Féin             | Sinn Féin                                                   | 6. Juni 2002      |
| Dublin South-Central | Mary Upton               |                     | Labour                | Labour                | Labour                                                      | 27. Oktober 1999  |
| Dublin South-Central | Michael Mulcahy          |                     | Fianna Fáil           | Fianna Fáil           | Fianna Fáil                                                 | 6. Juni 2002      |
| Dublin South-Central | Seán Ardagh              |                     | Fianna Fáil           | Fianna Fáil           | Fianna Fáil                                                 | 26. Juni 1997     |
| Dublin South-East    | Michael McDowell         |                     | Progressive Democrats | Progressive Democrats | Progressive Democrats                                       | 6. Juni 2002      |
| Dublin South-East    | John Gormley             |                     | Green Party           | Green Party           | Green Party                                                 | 26. Juni 1997     |
| Dublin South-East    | Eoin Ryan junior         |                     | Fianna Fáil           | Fianna Fáil           | Fianna Fáil                                                 | 14. Dezember 1992 |
| Dublin South-East    | Ruairi Quinn             |                     | Labour                | Labour                | Labour                                                      | 9. März 1982      |
| Dublin South-West    | Seán Crowe               |                     | Sinn Féin             | Sinn Féin             | Sinn Féin                                                   | 6. Juni 2002      |
| Dublin South-West    | Pat Rabbitte             |                     | Labour                | Labour                | Labour                                                      | 29. Juni 1989     |
| Dublin South-West    | Conor Lenihan            |                     | Fianna Fáil           | Fianna Fáil           | Fianna Fáil                                                 | 26. Juni 1997     |
| Dublin South-West    | Charlie O’Connor         |                     | Fianna Fáil           | Fianna Fáil           | Fianna Fáil                                                 | 6. Juni 2002      |
| Dublin West          | Brian Joseph Lenihan     |                     | Fianna Fáil           | Fianna Fáil           | Fianna Fáil                                                 | 2. April 1996     |
| Dublin West          | Joan Burton              |                     | Labour                | Labour                | Labour                                                      | 6. Juni 2002      |
| Dublin West          | Joe Higgins              |                     | Socialist Party       | Socialist Party       | Socialist Party                                             | 26. Juni 1997     |
| Dún Laoghaire        | Fiona O’Malley           |                     | Progressive Democrats | Progressive Democrats | Progressive Democrats                                       | 6. Juni 2002      |
| Dún Laoghaire        | Barry Andrews            |                     | Fianna Fáil           | Fianna Fáil           | Fianna Fáil                                                 | 6. Juni 2002      |
| Dún Laoghaire        | Mary Hanafin             |                     | Fianna Fáil           | Fianna Fáil           | Fianna Fáil                                                 | 26. Juni 1997     |
| Dún Laoghaire        | Eamon Gilmore            |                     | Labour                | Labour                | Labour                                                      | 29. Juni 1989     |
| Dún Laoghaire        | Ciarán Cuffe             |                     | Green Party           | Green Party           | Green Party                                                 | 6. Juni 2002      |
| Galway East          | Paul Connaughton senior  |                     | Fine Gael             | Fine Gael             | Fine Gael                                                   | 30. Juni 1981     |
| Galway East          | Paddy McHugh             |                     | Unabhängiger          | Unabhängiger          | Unabhängiger                                                | 6. Juni 2002      |
| Galway East          | Noel Treacy              |                     | Fianna Fáil           | Fianna Fáil           | Fianna Fáil                                                 | 20. Juli 1982     |
| Galway East          | Joe Callanan             |                     | Fianna Fáil           | Fianna Fáil           | Fianna Fáil                                                 | 6. Juni 2002      |
| Galway West          | Pádraic McCormack        |                     | Fine Gael             | Fine Gael             | Fine Gael                                                   | 29. Juni 1989     |
| Galway West          | Michael D. Higgins       |                     | Labour                | Labour                | Labour                                                      | 10. März 1987     |
| Galway West          | Noel Grealish            |                     | Progressive Democrats | Progressive Democrats | Progressive Democrats                                       | 6. Juni 2002      |
| Galway West          | Frank Fahey              |                     | Fianna Fáil           | Fianna Fáil           | Fianna Fáil                                                 | 26. Juni 1997     |
| Galway West          | Éamon Ó Cuív             |                     | Fianna Fáil           | Fianna Fáil           | Fianna Fáil                                                 | 14. Dezember 1992 |
| Kerry North          | Martin Ferris            |                     | Sinn Féin             | Sinn Féin             | Sinn Féin                                                   | 6. Juni 2002      |
| Kerry North          | Jimmy Deenihan           |                     | Fine Gael             | Fine Gael             | Fine Gael                                                   | 10. März 1987     |
| Kerry North          | Thomas McEllistrim       |                     | Fianna Fáil           | Fianna Fáil           | Fianna Fáil                                                 | 6. Juni 2002      |
| Kerry South          | John O’Donoghue          |                     | Fianna Fáil           | Fianna Fáil           | Fianna Fáil                                                 | 10. März 1987     |
| Kerry South          | Breeda Moynihan-Cronin   |                     | Labour                | Labour                | Labour                                                      | 14. Dezember 1992 |
| Kerry South          | Jackie Healy-Rae         |                     | Independent           | Independent           | Independent                                                 | 26. Juni 1997     |
| Kildare North        | Charlie McCreevy         |                     | Fianna Fáil           |                       | Am 31.10.2004 zum EU-Kommissar ernannt.                     | 5. Juli 1977      |
| Kildare North        | Bernard Durkan           |                     | Fine Gael             | Fine Gael             | Fine Gael                                                   | 14. Dezember 1982 |
| Kildare North        | Emmet Stagg              |                     | Labour                | Labour                | Labour                                                      | 10. März 1987     |
| Kildare North        | Catherine Murphy         |                     |                       |                       | Independent (Nachwahl für Charlie McGreevy)                 | 11. März 2005     |
| Kildare South        | Jack Wall                |                     | Labour                | Labour                | Labour                                                      | 26. Juni 1997     |
| Kildare South        | Seán Power               |                     | Fianna Fáil           | Fianna Fáil           | Fianna Fáil                                                 | 29. Juni 1989     |
| Kildare South        | Seán Ó Fearghaíl         |                     | Fianna Fáil           | Fianna Fáil           | Fianna Fáil                                                 | 6. Juni 2002      |
| Laois–Offaly         | Brian Cowen              |                     | Fianna Fáil           | Fianna Fáil           | Fianna Fáil                                                 | 14. Juni 1984     |
| Laois–Offaly         | Tom Parlon               |                     | Progressive Democrats | Progressive Democrats | Progressive Democrats                                       | 6. Juni 2002      |
| Laois–Offaly         | Seán Fleming             |                     | Fianna Fáil           | Fianna Fáil           | Fianna Fáil                                                 | 26. Juni 1997     |
| Laois–Offaly         | Olwyn Enright            |                     | Fine Gael             | Fine Gael             | Fine Gael                                                   | 6. Juni 2002      |
| Laois–Offaly         | John Moloney             |                     | Fianna Fáil           | Fianna Fáil           | Fianna Fáil                                                 | 26. Juni 1997     |
| Limerick East        | Michael Noonan           |                     | Fine Gael             | Fine Gael             | Fine Gael                                                   | 30. Juni 1981     |
| Limerick East        | Willie O’Dea             |                     | Fianna Fáil           | Fianna Fáil           | Fianna Fáil                                                 | 9. März 1982      |
| Limerick East        | Tim O’Malley             |                     | Progressive Democrats | Progressive Democrats | Progressive Democrats                                       | 6. Juni 2002      |
| Limerick East        | Jan O’Sullivan           |                     | Labour                | Labour                | Labour                                                      | 11. März 1998     |
| Limerick East        | Peter Power              |                     | Fianna Fáil           | Fianna Fáil           | Fianna Fáil                                                 | 6. Juni 2002      |
| Limerick West        | Michael Collins          |                     | Fianna Fáil           |                       | Independent (am 27.09.2003 aus der Fianna Fáil ausgetreten) | 26. Juni 1997     |
| Limerick West        | John Cregan              |                     | Fianna Fáil           | Fianna Fáil           | Fianna Fáil                                                 | 6. Juni 2002      |
| Limerick West        | Dan Neville              |                     | Fine Gael             | Fine Gael             | Fine Gael                                                   | 26. Juni 1997     |
| Longford–Roscommon   | Denis Naughten           |                     | Fine Gael             | Fine Gael             | Fine Gael                                                   | 26. Juni 1997     |
| Longford–Roscommon   | Peter Kelly              |                     | Fianna Fáil           | Fianna Fáil           | Fianna Fáil                                                 | 6. Juni 2002      |
| Longford–Roscommon   | Michael Finneran         |                     | Fianna Fáil           | Fianna Fáil           | Fianna Fáil                                                 | 6. Juni 2002      |
| Longford–Roscommon   | Mae Sexton               |                     | Progressive Democrats | Progressive Democrats | Progressive Democrats                                       | 6. Juni 2002      |
| Louth                | Dermot Ahern             |                     | Fianna Fáil           | Fianna Fáil           | Fianna Fáil                                                 | 6. Juni 2002      |
| Louth                | Arthur Morgan            |                     | Sinn Féin             | Sinn Féin             | Sinn Féin                                                   | 6. Juni 2002      |
| Louth                | Fergus O’Dowd            |                     | Fine Gael             | Fine Gael             | Fine Gael                                                   | 6. Juni 2002      |
| Louth                | Séamus Kirk              |                     | Fianna Fáil           | Fianna Fáil           | Fianna Fáil                                                 | 14. Dezember 1982 |
| Mayo                 | John Carty               |                     | Fianna Fáil           | Fianna Fáil           | Fianna Fáil                                                 | 6. Juni 2002      |
| Mayo                 | Enda Kenny               |                     | Fine Gael             | Fine Gael             | Fine Gael                                                   | 11. Dezember 1975 |
| Mayo                 | Beverley Flynn           |                     | Fianna Fáil           |                       | Independent (2004 aus der Fianna Fáil ausgeschlossen)       | 26. Juni 1997     |
| Mayo                 | Jerry Cowley             |                     | Independent           | Independent           | Independent                                                 | 6. Juni 2002      |
| Mayo                 | Michael Ring             |                     | Fine Gael             | Fine Gael             | Fine Gael                                                   | 14. Juni 1994     |
| Meath                | John Bruton              |                     | Fine Gael             |                       | Am 31.10.2004 zum EU-Botschafter bei den USA ernannt.       | 21. April 1969    |
| Meath                | Shane McEntee            |                     |                       |                       | Fine Gael Nachwahl für John Bruton                          | 11. März 2005     |
| Meath                | Mary Wallace             |                     | Fianna Fáil           | Fianna Fáil           | Fianna Fáil                                                 | 29. Juni 1989     |
| Meath                | Damien English           |                     | Fine Gael             | Fine Gael             | Fine Gael                                                   | 6. Juni 2002      |
| Meath                | Noel Dempsey             |                     | Fianna Fáil           | Fianna Fáil           | Fianna Fáil                                                 | 10. März 1987     |
| Meath                | Johnny Brady             |                     | Fianna Fáil           | Fianna Fáil           | Fianna Fáil                                                 | 26. Juni 1997     |
| Sligo–Leitrim        | Jimmy Devins             |                     | Fianna Fáil           | Fianna Fáil           | Fianna Fáil                                                 | 6. Juni 2002      |
| Sligo–Leitrim        | John Perry               |                     | Fine Gael             | Fine Gael             | Fine Gael                                                   | 26. Juni 1997     |
| Sligo–Leitrim        | John Ellis               |                     | Fianna Fáil           | Fianna Fáil           | Fianna Fáil                                                 | 10. März 1987     |
| Sligo–Leitrim        | Marian Harkin            |                     | Independent           | Independent           | Independent                                                 | 6. Juni 2002      |
| Tipperary North      | Michael Smith            |                     | Fianna Fáil           | Fianna Fáil           | Fianna Fáil                                                 | 10. März 1987     |
| Tipperary North      | Máire Hoctor             |                     | Fianna Fáil           | Fianna Fáil           | Fianna Fáil                                                 | 6. Juni 2002      |
| Tipperary North      | Michael Lowry            |                     | Independent           | Independent           | Independent                                                 | 10. März 1987     |
| Tipperary South      | Noel Davern              |                     | Fianna Fáil           | Fianna Fáil           | Fianna Fáil                                                 | 10. März 1987     |
| Tipperary South      | Séamus Healy             |                     | Independent           | Independent           | Independent                                                 | 10. März 1987     |
| Tipperary South      | Tom Hayes                |                     | Fine Gael             | Fine Gael             | Fine Gael                                                   | 30. Juni 2001     |
| Waterford            | John Deasy               |                     | Fine Gael             | Fine Gael             | Fine Gael                                                   | 6. Juni 2002      |
| Waterford            | Brian O’Shea             |                     | Labour                | Labour                | Labour                                                      | 29. Juni 1989     |
| Waterford            | Martin Cullen            |                     | Fianna Fáil           | Fianna Fáil           | Fianna Fáil                                                 | 14. Dezember 1992 |
| Waterford            | Ollie Wilkinson          |                     | Fianna Fáil           | Fianna Fáil           | Fianna Fáil                                                 | 6. Juni 2002      |
| Westmeath            | Willie Penrose           |                     | Labour                | Labour                | Labour                                                      | 14. Dezember 1992 |
| Westmeath            | Paul McGrath             |                     | Fine Gael             | Fine Gael             | Fine Gael                                                   | 29. Juni 1989     |
| Westmeath            | Donie Cassidy            |                     | Fianna Fáil           | Fianna Fáil           | Fianna Fáil                                                 | 6. Juni 2002      |
| Wexford              | John Browne              |                     | Fianna Fáil           | Fianna Fáil           | Fianna Fáil                                                 | 14. Dezember 1982 |
| Wexford              | Brendan Howlin           |                     | Labour                | Labour                | Labour                                                      | 10. März 1987     |
| Wexford              | Paul Kehoe               |                     | Fine Gael             | Fine Gael             | Fine Gael                                                   | 6. Juni 2002      |
| Wexford              | Liam Twomey              |                     | Independent           | Independent           | Independent                                                 | 6. Juni 2002      |
| Wexford              | Tony Dempsey             |                     | Fianna Fáil           | Fianna Fáil           | Fianna Fáil                                                 | 6. Juni 2002      |
| Wicklow              | Mildred Fox              |                     | Independent           | Independent           | Independent                                                 | 29. Juni 1995     |
| Wicklow              | Joe Jacob                |                     | Fianna Fáil           | Fianna Fáil           | Fianna Fáil                                                 | 10. März 1987     |
| Wicklow              | Dick Roche               |                     | Fianna Fáil           | Fianna Fáil           | Fianna Fáil                                                 | 26. Juni 1997     |
| Wicklow              | Billy Timmins            |                     | Fine Gael             | Fine Gael             | Fine Gael                                                   | 26. Juni 1997     |
| Wicklow              | Liz McManus              |                     | Labour                | Labour                | Labour                                                      | 14. Dezember 1992 |